# Adolf Kutkowski
Adolf Kutkowski (ur. w 1908 roku – stracony 1 kwietnia 1941 roku w Palmirach) – wiceburmistrz Łowicza.